# Joazaf (Żurmanow)
Joazaf, imię świeckie Aleksandr Jefremowicz Żurmanow (ur. 29 marca?/10 kwietnia 1877 w Petersburgu, zm. 18 marca 1962 w Tambowie) – rosyjski biskup prawosławny.

## Życiorys
Ukończył szkołę realną (1894), a następnie studia handlowe w Petersburgu (1898). W 1915 złożył śluby mnisze z imieniem Joazaf; w tym samym roku był kolejno wyświęcany na diakona i kapłana. Zamieszkiwał w skicie św. Serafina i św. Antoniego podległym Ławrze św. Aleksandra Newskiego, następnie w Ławrze, gdzie sprawował m.in. obowiązki bibliotekarza i opiekuna muzeum monasteru. W 1922 otrzymał godność archimandryty. W tym samym roku na krótko związał się z ruchem Żywej Cerkwi, który w roku następnym porzucił.
W 1924 został dziekanem cerkwi eparchii leningradzkiej. W 1926, razem z jedenastoma innymi mnichami Ławry, został uwięziony i skazany na rok więzienia. Po raz drugi pozbawiony wolności został w 1933, spędził trzy miesiące w więzieniu. Od 1933 służył jako proboszcz cerkwi św. Dymitra Sołuńskiego. Po jej zamknięciu w 1938 przestał pełnić działalność duszpasterską. W 1942 ewakuowany z Leningradu do Ałapajewska.
13 sierpnia 1944 miała miejsce jego chirotonia na biskupa symferopolskiego i krymskiego, w której jako konsekratorzy udział wzięli metropolita leningradzki i nowogrodzki Aleksy, metropolita kruticki i kołomieński Mikołaj oraz arcybiskup tulski i bielowski Witalis. W 1946 został przeniesiony na katedrę tambowską. W 1955 otrzymał godność arcybiskupa. Urząd zwierzchnika eparchii tambowskiej i miczurińskiej sprawował do 1961, gdy odszedł w stan spoczynku. W roku następnym zmarł w Tambowie.